# Frohen-sur-Authie
Frohen-sur-Authie község Franciaországban, Somme megyében. Lakosainak száma 243 fő (2022. január 1.). Frohen-sur-Authie Bonnières, Villers-l’Hôpital, Beauvoir-Wavans, Béalcourt, Le Meillard, Mézerolles és Remaisnil községekkel határos.
2007. január 1-jén jött létre Frohen-le-Grand és Frohen-le-Petit korábbi községek egyesítésével.

## Népesség
A település népességének változása:
| Lakosok száma | 233  | 232  | 234  | 233  | 235  | 235  | 237  | 240  | 243  |
|               | 2013 | 2015 | 2016 | 2017 | 2018 | 2019 | 2020 | 2021 | 2022 |